# Омаров, Алибек Ибрагимович
Алибе́к Ибраги́мович Ома́ров (род. 30 декабря 1993 года в Караганде, Казахстан) — казахстанский профессиональный игрок в русский бильярд, мастер спорта международного класса РК. Чемпион мира по комбинированной пирамиде (2015) и обладатель побед во многих других престижных турнирах.

## Наиболее значимые достижения в карьере
- Чемпион мира — 2015 (комбинированная пирамида)
- Серебряный призёр ЧМ среди юниоров — 2011
- Серебряный призёр Азиатских Игр — 2017
- Серебряный призёр Кубка Кремля — 2016
- Чемпион Казахстана[4]